# Retour (politieke partij)
Retour@Libertés of kortweg Retour is een in 2006 opgerichte politieke partij van de Franstalige minderheid in Voeren. Deze groep ijvert om erkend te worden als een nationale minderheid binnen het raam van het Kaderverdrag inzake de bescherming van nationale minderheden van de Raad van Europa. De partij is de opvolgster van Retour à Liège (1965-2006). De beide partijen gebruik(t)en de afkorting RAL. Zowel Retour à Liège als Retour@Libertés hebben een nauwe band met de Action Fouronnaise, de bij wijlen militante actiegroep van de Franstaligen. De partijen en de vereniging delen hun voorzitters, leden en infrastructuur.

## Geschiedenis
Bij de bepaling van de taalgrens in 1961 steunden 4 van de 6 burgemeesters van de Voerense gemeenten de overheveling naar Limburg, bij de gemeenteraadsverkiezingen van oktober 1964 werden gemeenteraden verkozen met Franstalige voorkeur en toen begin 1965 de nieuwe burgemeesters werden benoemd groepeerden ze zich alle zes onder de naam Retour à Liège. Met deze naam wonnen ze ook de gemeenteraadsverkiezingen van 1970 en 1976. In 1976 was de uitslag en polarisatie des te duidelijker omdat het de eerste verkiezing was in de nieuwe fusiegemeente Voeren, en omdat de Nederlandstaligen zich hadden gegroepeerd in de partij Voerbelangen.
Vooral door haar toenmalige partijleider, een uit de provincie Luik in zijn kinderjaren met zijn familie naar het toen nog Luikse Voeren ingeweken fruitteler José Happart, die in 1982 de verkiezingen voor de gemeenteraad te Voeren had gewonnen, raakte de partij ook in de rest van België bekend. Eind 1997 verhuisde het Europarlementslid José Happart naar Luik, werd Waals minister van landbouw en later ook nog voorzitter van het Waals Parlement.
Andere bekende meertalige partijleden zijn Nico Droeven, die na de verkiezingen in 1988 burgemeester te Voeren werd, en José Smeets die hem na de verkiezingen in 1994 als burgemeester opvolgden. De laatste is sinds 2001 en tot heden schepen in het College van Burgemeester & Schepenen namens de Franstalige minderheid.
Het kantelpunt in de Voerense gemeentepolitiek is de gemeenteraadsverkiezingen van 2000. De stemmen voor RAL waren in 1988 en 1994 steeds afgenomen, ten voordele van de stemmen voor Voerbelangen. In 2000 kantelde de meerderheid.

## Verkiezingsuitslagen
| Verkiezingsjaar | Voerbelangen % | Zetels | RAL %  | Zetels |
| --------------- | -------------- | ------ | ------ | ------ |
| 1976            | 36,29%         | 5      | 61,78% | 10     |
| 1982            | 36,37%         | 5      | 61,17% | 10     |
| 1988            | 39,07%         | 6      | 58,08% | 9      |
| 1994            | 42,96%         | 7      | 53,20% | 8      |
| 2000            | 51,25%         | 8      | 45,78% | 7      |
| 2006            | 59,52%         | 9      | 38,44% | 6      |
| 2012            | 63,02%         | 10     | 36,98% | 5      |
| 2018            | 63,10%         | 10     | 36,90% | 5      |